# Grégoire Le Roy
Pour les articles homonymes, voir Leroy.
Gregorius Albertus Ferdinandus Leroy, dit Grégoire Le Roy, est un écrivain et graveur belge d'expression française né à Gand le 7 novembre 1862 et décédé à Ixelles le 5 décembre 1941.
Il publie ses premiers textes dans La Pléiade (1886).
La commune de Schaerbeek a donné son nom à une rue. Son nom est parfois orthographié Leroy
Le Roy était le beau-père de l'architecte et graveur Jules Van Paemel (nl).

## Publications
- 1887 - La Chanson d'un soir
- 1889 - Mon Cœur pleure d'autrefois...
- 1911 - La Couronne des soirs
- 1912 - Le Rouet et la besace
- 1920 - Les Chemins dans l'ombre
- 1922 - James Ensor
- 1933 - L'Œuvre gravé de Jules De Bruycker